# Anna Maria (stad)
Anna Maria is een plaats in de Amerikaanse staat Florida, en valt bestuurlijk gezien onder Manatee County.

## Demografie
Bij de volkstelling in 2000 werd het aantal inwoners vastgesteld op 1814.
In 2006 is het aantal inwoners door het United States Census Bureau geschat op 1854, een stijging van 40 (2,2%).

## Geografie
Volgens het United States Census Bureau beslaat de plaats een oppervlakte van
2,5 km², waarvan 2,0 km² land en 0,5 km² water. Anna Maria ligt op ongeveer 0 m boven zeeniveau.

## Plaatsen in de nabije omgeving
Nabijgelegen woonplaatsen:
- Bradenton
- Bradenton Beach
- Cortez
- Holmes Beach
- Palmetto
- West Bradenton